# Jun Jae-youn
Jun Jae-youn (* 9. Februar 1983) ist eine Badmintonspielerin aus Südkorea.

## Sportliche Karriere
Jun Jae-youn nahm zweimal an Olympia teil. Sowohl bei den Olympischen Sommerspielen 2004 als auch bei den Olympischen Sommerspielen 2008 wurde sie dabei Neunte im Dameneinzel. 2004 gewann sie die Asienmeisterschaft, 2008 die German Open.

## Sportliche Erfolge
| Saison | Veranstaltung               | Disziplin   | Platz | Name         |
| ------ | --------------------------- | ----------- | ----- | ------------ |
| 2001   | Hong Kong Open              | Dameneinzel | 2     | Jun Jae Youn |
| 2001   | Junioren-Asienmeisterschaft | Dameneinzel | 1     | Jun Jae-youn |
| 2001   | Swiss Open                  | Dameneinzel | 3     | Jun Jae Joun |
| 2003   | Swiss Open                  | Dameneinzel | 3     | Jun Jae Youn |
| 2004   | Thailand Open               | Dameneinzel | 2     | Jun Jae Joun |
| 2004   | Asienmeisterschaft          | Dameneinzel | 1     | Jun Jae-youn |
| 2005   | Korea Open                  | Dameneinzel | 1     | Jun Jae Youn |
| 2007   | US Open                     | Dameneinzel | 1     | Jun Jae-youn |
| 2008   | German Open                 | Dameneinzel | 1     | Jun Jae-youn |